# Fremont (Míchigan)
Fremont es una ciudad ubicada en el condado de Newaygo en el estado estadounidense de Míchigan. En el Censo de 2010 tenía una población de 4081 habitantes y una densidad poblacional de 333,76 personas por km².

## Geografía
Fremont se encuentra ubicada en las coordenadas 43°27′50″N 85°57′12″O / 43.46389, -85.95333. Según la Oficina del Censo de los Estados Unidos, Fremont tiene una superficie total de 12.23 km², de la cual 8.87 km² corresponden a tierra firme y (27.47%) 3.36 km² es agua.

## Demografía
Según el censo de 2010, había 4081 personas residiendo en Fremont. La densidad de población era de 333,76 hab./km². De los 4081 habitantes, Fremont estaba compuesto por el 94.49% blancos, el 0.49% eran afroamericanos, el 0.34% eran amerindios, el 1.08% eran asiáticos, el 0.07% eran isleños del Pacífico, el 2.21% eran de otras razas y el 1.32% pertenecían a dos o más razas. Del total de la población el 4.61% eran hispanos o latinos de cualquier raza.